# Negligé

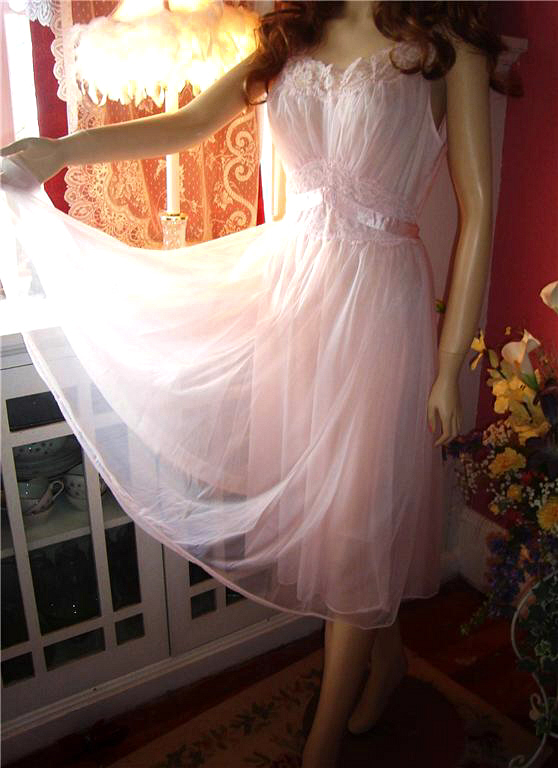
Negligé indossata da un manichino

Il negligé è una vestaglia da donna succinta, in stoffa leggera e trasparente.

## Storia
Il negligé venne creato all'epoca del rococò in sostituzione degli abiti sfarzosi e pesanti del periodo. Tra la fine del Settecento e durante l'Ottocento, il negligé veniva utilizzato in casa e «permetteva di allentare o togliere il corsetto.»
Secondo quanto documenta Giuseppe Rigutini nel suo I neologismi buoni e cattivi più frequenti nell'uso odierno (1886), «il negligé dei Francesi è l'Abito da mattina. Noi potremmo alla voce francese sostituire questa maniera: La signora era in un abito da mattina molto trasparente. Ma le signore si terranno il negligé a dispetto di tutti i linguai, cominciando da me.»
Nel 1920 e gli anni seguenti, la vestaglia veniva indossata nei momenti di relax prima della cena.